# Spilogona hudsoni
Spilogona hudsoni är en tvåvingeart som först beskrevs av Malloch 1924.  Spilogona hudsoni ingår i släktet Spilogona och familjen husflugor. Inga underarter finns listade i Catalogue of Life.